# Departamento Silípica
Silípica es un departamento en la provincia de Santiago del Estero (Argentina). Limita al norte con el departamento Juan Francisco Borges, al este con el departamento San Martín –del cual lo separa el Río Dulce–, al sur con Loreto y al oeste con Choya y Juan Francisco Borges.

## Límites
La ley provincial N° 353, que fue sancionada el 11 de noviembre de 1911, dividió el territorio de la provincia en departamentos, estableciendo los siguientes límites para el Departamento Silípica:

Se forma del actual Departamento Silípica primero (desde el Sur de una línea que, partiendo de la margen derecha del Río Dulce, pase por los lindes Norte de Manogasta y Abrita, y Este y Sur de las tierras conocidas con el nombre Palomar); y aumentado: con la parte del actual Departamento Silípica segundo al poniente del Canal de Tuama hasta enfrentar el lugar denominado Gallegos, y la parte de Loreto al Norte de la vía férrea Central Córdoba (ramal de Frías a Santiago).
 Sus límites son: por el Noroeste y Norte el Departamento Capital; por el Este el Río Dulce y el Canal de Tuama a Loreto; por el Sur, desde la Estación Laprida hasta la Estación Loreto, la vía férrea del citado ramal del Central Córdoba, y desde esta última Estación hasta el Río Dulce, el proyectado Departamento Loreto; y al Oeste los Departamentos Choya y Capital.
 La Estación Simbol es Capital del Departamento

.

## Distritos
La ley provincial que fue sancionada el 3 de agosto de 1887 dividió el territorio del departamento en dos secciones con los distritos de: Sección Silípica Primero: Monte Cristo, Ramadita, Silipica, Manogasta, Cruz Pozo; Sección Silípica Segunda: Sumamao, Suncho Pozo, Gallegos, Cancinos, Higuera, Tuama. La asignación de localidades a cada distrito fue asignada al Poder Ejecutivo.
La ley provincial N° 260, que fue sancionada el 19 de agosto de 1910, dividió el territorio del departamento entre los siguientes distritos:
- Silipica Sur
- Ramadita
- Manogasta
- Abrita

## Localidades y parajes
- Árraga
- Manogasta
- Nueva Francia
- Villa Silípica
- Buey Rodeo
- Campo Alegre
- Chañar Pujio
- Coro Pampa
- Huachana
- La Abrita
- La Higuera
- La Ramadita
- Puesto del Medio
- San Andrés
- San Vicente
- Simbol
- Sumamao

## Sismos de Santiago del Estero
El 1 de enero de 2011 (14 años), 21 de febrero y el 2 de septiembre de 2011, varias extensas áreas fueron epicentro de sismos de 7,0; 5,9; y 6,9 grados en la escala de Richter, aunque sin causar daños ni víctimas, pues se registraron a profundidades de 600 km; y los movimientos telúricos llegaron a sacudir edificios altos en varias provincias, incluyendo la ciudad de Buenos Aires.

### Sismicidad
La sismicidad del área de Santiago del Estero es frecuente y de intensidad baja, y un silencio sísmico de terremotos medios a graves cada 40 años.
El 4 de julio de 1817 (207 años), sismo de 1817 de 7,0 Richter, con máximos daños reportados al centro y norte de la provincia, donde se desplomaron casas y se produjo agrietamiento del suelo, los temblores duraron alrededor de una semana. Se estimó una intensidad de VIII grados Mercalli. Hubo licuefacción con grandes cantidades de arena en las fisuras de hasta 1 m de ancho y más de 2 m de profundidad. En algunas de las casas sobre esas fisuras, el terreno quedó cubierto de más de 1 dm de arena.
Aunque la actividad geológica ocurre desde épocas prehistóricas, el sismo del 20 de marzo de 1861 (163 años) señaló un hito importante dentro de la historia de eventos sísmicos argentinos ya que fue el más fuerte registrado y documentado en el país. A partir del mismo la política de los sucesivos gobiernos provinciales y municipales han ido extremando cuidados y restringiendo los códigos de construcción. Pero solo con el terremoto de San Juan del 15 de enero de 1944 (81 años) los Estados provinciales tomaron real estado de la gravedad sísmica de la región.